# Iso-elektronisch
Twee of meer moleculaire deeltjes (atomen, moleculen of ionen) worden iso-elektronisch genoemd als zij hetzelfde aantal elektronen of dezelfde elektronenconfiguratie hebben en dezelfde structuur (aantal atomen en manier waarop de atomen aan elkaar gebonden zijn), onafhankelijk van de betrokken elementen (soort atomen). De laatste eis is minder hard ten aanzien van waterstofatomen. De vervanging van koolstof door stikstof verhoogt de kernlading, waardoor een waterstofatoom minder nodig is.
De term valentie-iso-elektronisch wordt gebruikt in gevallen waarin aan de bovengenoemde voorwaarden wordt voldaan als het aantal valentie-elektronen gelijk is.
De uitspraak: "Deze twee stoffen zijn iso-elektronisch" is van belang voor het voorspellen van eigenschappen van de stoffen. Metingen en berekeningen (waarmee eigenschappen en reactiemogelijkheden zijn vastgelegd) zijn vooral uitgevoerd aan veel voorkomende stoffen. Een nieuwe, zeldzame of op enigerlei wijze vreemde verbinding te herkennen als iso-elektronisch met een reeds bekende stof, geeft een aanwijzing voor de mogelijke eigenschappen en reacties van de nieuwe verbinding.

## Voorbeelden
- Het N-atoom en het O+ radicaal-ion want beide hebben twee elektronen in hun eerste en 5 elektronen in hun tweede schil.
- Op dezelfde wijze zijn de kationen K+, Ca2+, Sc3+, en de anionen Cl−, S2−, P3− allemaal iso-elektronisch met het Ar-atoom. In deze eenatomige gevallen is er een duidelijke trend in de grootte van de deeltjes: de straal wordt kleiner naarmate de kernlading stijgt.
- CO, N2 en NO+, want ze hebben alle twee (eerste rij) atoomkernen en 10 elektronen in de gezamenlijke valentieschillen, (4+6, 5+5, and 5+5, respectievelijk).

- S22- (komt onder andere voor in pyriet) en Cl2 zijn iso-elktronisch. Beide deeltjes beschikken over 34 elektronen, waarvan 14 in de valentieschil). Door de lagere kernlading van zwavel ontstaat daar een di-anion.

- Het ongeladen H2C=C=O-molecuul, koolstofdioxide, het zwitterion CH2=N+=N−-molecuul en het sesquicarbide-ion {\displaystyle {\ce {C3^{4-}}}} in Li4C3. De zware atomen zijn lineair gerangschikt met een π-systeem dat over al deze atomen loopt.

- De aminozuren cysteine en serine worden ook als (in ieder geval valentie) iso-elektronisch beschouwd.

- Hydrazine en ethaan zijn iso-elektronisch. De hogere lading van het stikstofatoom maakt een van de waterstofkernen per stikstofatoom overbodig. De structuur van hydrazine is elektronisch gelijk aan die van ethaan: op elk stikstofatoom is één orbitaal niet in gebruik om waterstof te binden, maar wel gevuld. De ruimtelijke oriëntatie van deze orbitaal is gelijk aan die van een van de ethaan-orbitalen.

## Tegenvoorbeeld
Aceton (CH3COCH3) en azomethaan (CH3N2CH3) zijn niet iso-elektronisch. Ze hebben wel hetzelfde aantal kernen en valentie-elektronen, maar de atomen zijn geometrisch gezien anders gerangschikt: in aceton zijn beide methylgroepen verbonden met het koolstofatoom in de carbonylgroep, waarbij een trigonaal planaire structuur ontstaat. In azomethaan is de structuur lineair door aanwezigheid van een dubbele binding tussen beide stikstofatomen, en zijn de methylgroepen niet aan hetzelfde stikstofatoom gekoppeld.